# Richard Kaplenig

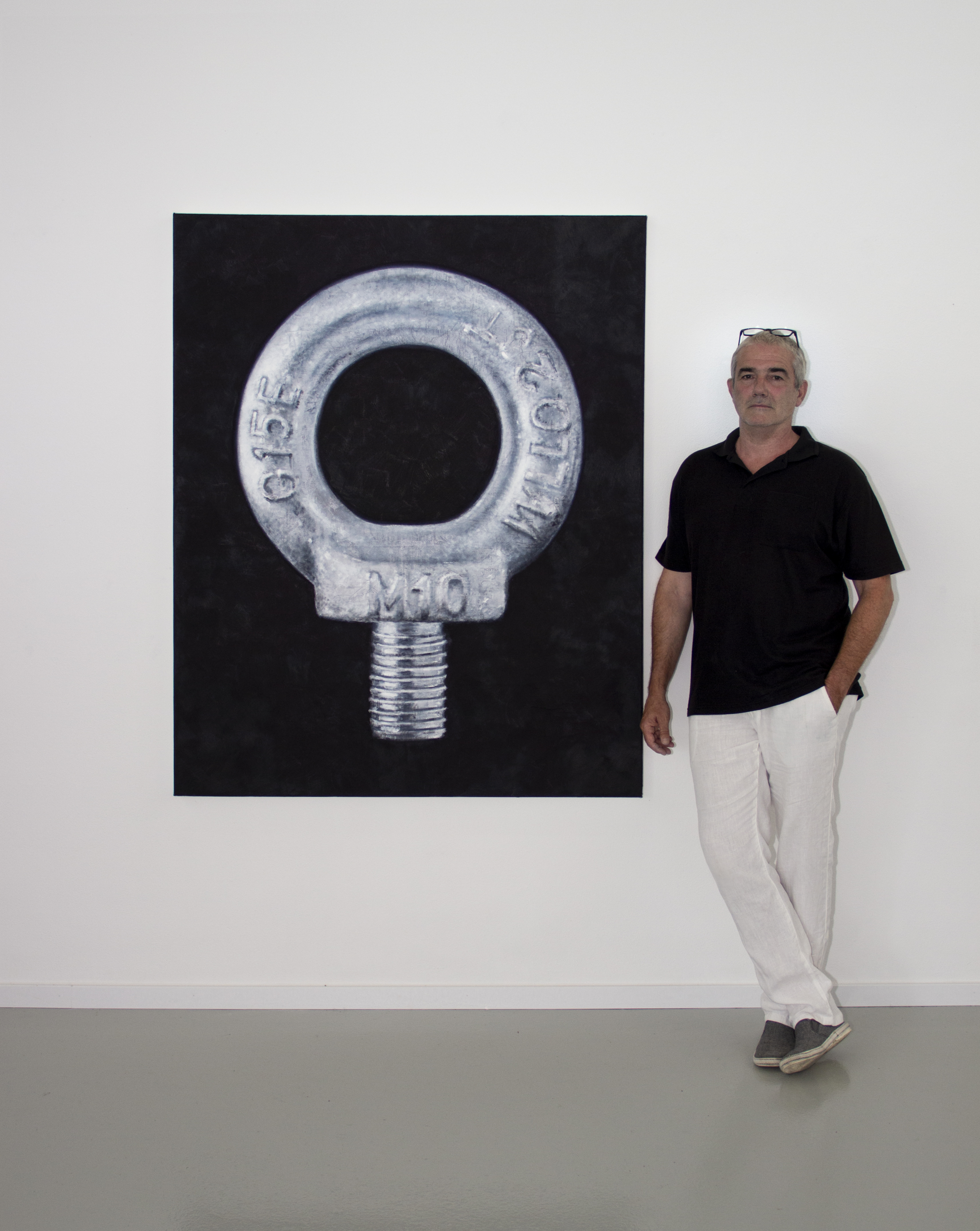
Kaplenig vor einem seiner Werke, Atelier 2020

Richard Kaplenig (* 16. April 1963 in Kötschach-Mauthen) ist ein österreichischer Maler.

## Leben
Kaplenig studierte von 1993 bis 1998 an der Accademia di belle arti di Venezia. Er ist Mitglied der Vereinigung Künstlerhaus Wien und dem Kunstverein Kärnten.  Richard Kaplenig lebt und arbeitet in Wien und in Faak am See.

## Ausstellungen
- 2020: Künstlerhaus Wien, „ALLES WAR KLAR“, Wien, A
- 2018: Galerie Michael Schultz, „on stage“,  Berlin, DE[3]
- 2018: Museum Hofburg, „Guernica – Icon of Peace“, Innsbruck, A
- 2017: „unheimlich schön“, STILLLEBEN HEUTE, Museum Moderner Kunst Kärnten, Klagenfurt[4]
- 2017: „Heavy Metal“, Ausstellungsreihe NöART, Land Niederösterreich[5]
- 2016: „STILL_LEBEN“, Kunstraum Arcade, Mödling
- 2015: Galerie Lukas Feichtner, „ansichts.SACHE“, Wien, A
- 2015: „Über-Angebot“, Künstlerhaus Wien
- 2014: „kon-text“, Kunstraum Arcade, Mödling
- 2013: „dingfest“, Künstlerhaus Wien[6]
- 2011: „Re-Conversión“, Centro Cultural Recoleta, Buenos Aires[7]
- 2011: „VorZeichen“, Museum für Quellenkultur, Klein St. Paul
- 2011: „Den Blick öffnen“, Künstlerhaus Wien
- 2010: „changing views“, Künstlerhaus Wien
- 2010: „Schmeckt`s“, Stadtgalerie Klagenfurt
- 2009: „Solo una Documentación“, Galerie Palermo-H, Buenos Aires (Einzelausstellung)
- 2008: „K08“, Museum Moderner Kunst Kärnten, Klagenfurt
- 2008: „Granulare Strukturen“, Stadtmuseum Waidhofen an der Ybbs
- 2008: „Painted Translations“, Galerie im Schloss Porcia, Spittal a. d. Drau

## Publikationen
- Richard Kaplenig  „on stage“. Verlag für moderne Kunst, Wien ISBN 978-3-903269-55-2, 2019.
- Richard Kaplenig  160463. Werkkatalog, Wien 2006.
- Richard Kaplenig BSAS. Verlag Dispositiv, Wien 2010, ISBN 978-3-9502695-3-6.
- Chaning Views. Wien, Datum Verlag, 2010, ISBN 978-3-200-02035-1.
- Richard Kaplenig  +/-. Bucher Verlag, 2012, ISBN 978-3-99018-135-5.
- Richard Kaplenig dingfest. Verlag für moderne Kunst, Nürnberg 2013, ISBN 978-3-86984-463-3.
- Richard Kaplenig ansichts.Sache. Galerie Lukas Feichtner, Ausstellungskatalog  2015.